# Museo de Mileto
El Museo de Mileto es uno de los museos arqueológicos de Turquía. Está ubicado en la localidad de Balat, situada en la provincia de Aydin, junto al yacimiento arqueológico de Mileto.  
El museo fue inaugurado en 1973. Una serie de problemas estructurales provocó que se cerrara al público en 2000 y se construyera un nuevo edificio a partir de 2007, que fue abierto en 2011. 
Contiene hallazgos de las excavaciones de las antiguas ciudades de Mileto, Dídima y Priene. Las piezas de Mileto incluyen cerámica minoica y micénica, objetos del santuario de Afrodita, hallazgos procedentes de tumbas del periodos helenístico y objetos de época romana. 
El museo también alberga objetos hallados en el camino sagrado que unía Mileto con Dídima, así como elementos y ofrendas votivas procedentes del importante templo de Apolo que había en este lugar. 
De Priene, se hallan en el museo piezas arquitectónicas procedentes del templo de Atenea. En otro sector del museo se exponen joyas, figurillas de terracota, objetos de bronce, recipientes de vidrio y monedas. También hay objetos que proceden de la medieval mezquita de Ilyas Bey, que fue construida en la época del Beylicato de Menteşe. 
El patio del museo alberga las obras de mayor tamaño, como grandes esculturas de leones, sarcófagos, mármoles con inscripciones, estelas funerarias y elementos arquitectónicos.
|                                |
| Uno de los sectores del museo. |

|                                                             |
| Fragmentos de estatuas sedentes femeninas de época arcaica. |

|                                                      |
| Escultura del santuario de Apolo Delfinio de Mileto. |

|                                                                            |
| Escultura de los baños de Faustina, de época romana, procedente de Mileto. |